# Казеин
Казеин, главни је протеин у крављем млеку, беланчевинаста је материја која се налази у сликарским везивима за боје. Она омогућује већу постојаност према атмосферским утицајима, светлости и високој температури.

## Казеин као везиво за боје
Казеин у сликарству спада у у органска везива и органски је лепак који се добија из млека, сира (начињеног од обраног млека) и креча и представља везиво које је било веома популарно у средњем веку и које снагом своје лепљивости превазилази везиво столарског обичног туткала.
Везивом за боје називамо она средства која омогућавају да се боја прионе за неку од подлога које се користе у сликарству.
Казеинско везиво се припрема тако што се стави у чашу од 5 делова од прогрушанога млека сира (швапског), и један део густог гашеног креча и мешају се док не пређу у јединствену полугусту масу без грудвица. Оваквој маси треба додати одмах два до три пута толико воде (чисте и хладне) те се такав казеин употребљава уместо туткала као спојно- везивно средство за боје.
За изолацију платна које упија треба употребити премаз од казеина са три дела воде. Казеин се прави свакодневно да би био свеж и добар за употребу.

## Казеинска препаратура
У конзерву се стави чаша цинквајса и чаша креде или сивог гипса те се то добро измеша. Затим се у масу дода две чаше чисте хладне воде и све се то добро измеша да би се уједначило и најзад се уз непрекидно мешање саспе једна чаша густог казеина. Са овом препаратуром се у танким слојевима премазује платно највише у два слоја. Казеинска препаратура је изванредна а нарочито за уљано сликарство. Она је чврста и изискује стабилнију подлогу а нарочито је добра за картон и даску које одговарају овом поступку.
Казеин препаратура не може дуго да стоји и она губи своју лепљивост- везивост преласком креча у мртво стање и зато се казеинска препаратура мора потрошити још исти дан. Са отпорним бојама се може по казеинској препаратури сликати одмах по сушењу, а после 8 дана је у препаратури потпуно умртвљен креч те је препаратура постала неутрална.